# 自戀

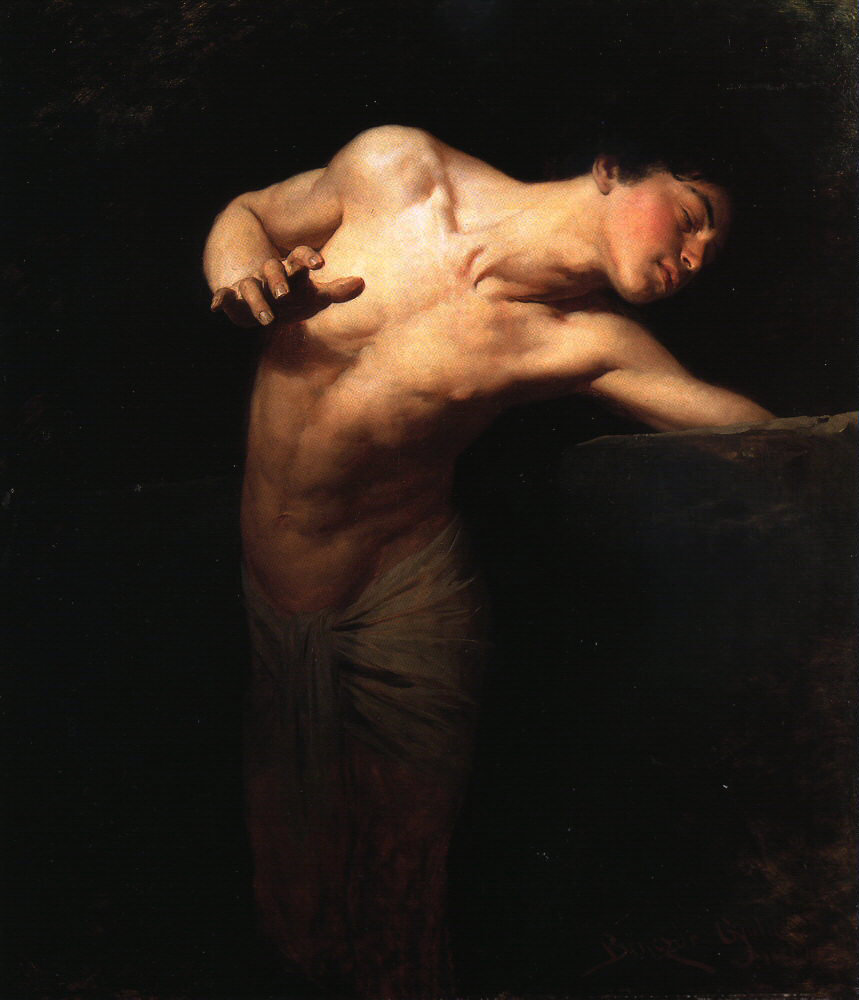
那耳喀索斯

自戀（英語：narcissism），早期也翻译作影恋，形容自我陶醉的行為或習慣，可被視為是一種性格，或是一種集體行為造成的現象。嚴格來說，可被觀察到自戀現象的人物應區分為三種類型：潛意識產生的自戀、與社會角色伴生的自戀、和自戀型人格障礙，造就這三者的原因差距甚大。
自戀這個字眼通常帶有貶義，代表誇張、自滿、自負、自我或自私。

## 英文词源
自戀的英文名詞來自希臘神話。那耳喀索斯（希腊语：Νάρκισσος，拉丁化：Narcissus）是一名俊美的希臘青年，他拒絕了女神厄科（意譯：回聲，是一名有漂亮嗓子的女神）的求愛。他注定會愛上他自己在湖中的倒影，作為懲罰。因為沒法令他的愛變得完滿，他日益消瘦，最後變成了一朵以他命名的花——水仙。

## 潛意識產生的自戀
一個人因潛意識產生的自戀，將顯著地從其儀容反映出來。這種類型的自戀者，通常都會積極地打點自己的外表，因此他們絕對是愛漂亮的人。如果先天外表條件不佳，他們會用任何可能（如整形、減肥、健身）改變它以使之悅人眼目。
這類自戀者大多小時候獲得較多來自家長的讚賞和期許，反向而言，自小缺乏家庭寵愛的孩子也可能出於情感需求的本能，以自戀來滿足自我的情感需求。自戀者分為正反兩面向，於生命歷程中，外在環境與內在目標多數相符者，由於個體身為大多情況下的勝利者，產生了優越感的自我意識；反之，反向的自戀是個體在經歷失敗、面對世界否定的情況下，基於生存本能併發出的激勵狀態，透過自戀作為自我說服的途徑，以之來否定不順遂本身，進而達到自我超越的方法。
比表象的自戀更深層的起源來自於人類所追求的個體獨特性，建立於渴求自身的存在被認同、被意識的生物本能之上。

## 與社會角色伴生的自戀
一般來說，這種型態的自戀僅存在於某些職業頭銜或階級。職業頭銜往往是高階的、握有權勢與金錢的、主宰員工工作權的，如老闆；而社會階級則見於貴族或中產階級等資源掌控者。有時這種自戀表現僅能解釋為職業上的行為，而非這個人本身的性格。
有些人將其與菁英主義做連結，包含對弱勢群體疾苦的冷漠或不聞不問。

## 自戀型人格障礙
自戀型人格障礙患者，與潛意識型態的自戀人士有顯著的差異。根據DSM-5（精神疾病診斷準則手冊），自戀型人格障礙症屬於B群人格障礙症（Cluster B personality Disorders），自成年期早期開始，是種廣泛的模式，誇大（grandiosity）（幻想或行為）、需要稱讚、缺乏同理心（empathy），表現符合以下五項特點（或更多）：
1. 對自我重要性（self-importance）的自大感，例如誇大成就與才能，在沒有相稱情況下期待被認為優越。
2. 專注於無止境的成功、權力、顯赫（brilliance）、美貌、或是理想愛情等幻想中。
3. 相信他或她的「特殊」及獨特，僅能被其他特殊或居高位者(或機構[institution])所了解，或應與之相關連。
4. 需要過度的讚美。
5. 認為自己有特權（如︰不合理的期待自己有特殊待遇或別人會自動地順從他或她的期待）。
6. 在人際上顯得剝削（例如:占別人便宜以達到自己的目的）。
7. 缺乏同理心︰不願意辨識或認同別人的情感需求。
8. 時常妒忌別人或且認為別人妒忌他或她。
9. 顯現自大、傲慢的行為或態度。

自戀型人格障礙的患者被認為與強烈的羨慕情緒有關；患者可能強烈羨慕某些族群，並渴望成為對方，因而把自己偽裝成該族群並想像自己被以相同的方式羨慕。

## 性自戀
性自戀的意義，是以色慾角度把自己看作一種性動物：有跟自己的鏡像以性來合一的慾望。愛穿著曝露的奇裝異服，或是刻意露出內褲的衣著習慣，是一些常見的性自戀表現。
根據胡伯特的分析，性自戀也可以是在性行為中自我中心心理；代表無法與他人一同享受性愛與融合的典型；他們以高姿態的性形象，掩飾他們極低的自我形象。這種情況在男性中較普遍，有人認為它是對性愛上癮的基礎。

## 自戀文化
歷史學家拿殊對這個問題作出了深入的研究。他認為自戀文化，是現時無論做甚麼，也以追求物質富足去作達到快樂的標準。而這種表現成為了硬性而隱蔽的社會等級制度。自由主義在這種文化中，只存在於消費社群；而在藝術、性與宗教的層面中，已經沒有了自由的力量。
在這麼一個競爭性的社會裡，可以沒有聯盟和透明度。對於社會符號的威脅實在太多，而且很多時候也是非常難以察覺的。所以防衛和競爭便成為了生活的模式。「社群」的真正意義被損害——或消滅——並將被努力希望集結社群意識的同等物取而代之。

## 基因特徵
在基因科學愈來愈發達的年代，很多人都提出自戀的傾向全部，或局部埋藏在基因排序之中的說法。

### 對孿生兒的遺傳性研究
賴夫斯利（M.D, Ph.D.）是一個專門研究人格混亂的醫生。在1993年，他和他的同事出版了一份非常重要的報告，稱為基因及環境對人格混亂的影響；報告的結論是，根據一連串的標準測試，自戀是一種很普遍的遺傳特徵。研究對象是在人口中抽出來的175對孿生兒自願者（90對同卵雙生，85對異卵雙生），每一對都做了一份分析18種人格混亂特質的問卷。報告的作者以標準方法，估量了基因與環境的相對影響。在18種人格混亂中，自戀是可遺傳度最高的一種（0.64），證明了若雙生兒有這一種特徵，多是基因遺傳的影響。在其他人格的特點中，只有四個有多於0.5的遺傳性系數：麻木不仁、身份問題、反叛與社交恐懼。報告大致上的結論是：一、與其他報告的結果一樣，有些性格具有更多的遺傳性；二、在正常與混亂的人格中，有一個連續的系統。

## 對自戀的謳歌

### 花花公子
花花公子（dandy）指對自己的外貌、言談與休閒活動尤其注重的男性。在18世紀末期和19世紀的英國，有很多花花公子都嘗試影響貴族的價值觀，縱使他們很多本身都是貴族。所以花花公子也可以算是自負傲慢的人。

### 新浪漫音樂
在始於倫敦夜總會的新浪漫音樂運動中，墮落和自戀是永恆的主題。這是一個完全關於形象的運動；前龐克愛好者以超現實主義來重新包裝，無政府的誘惑與浪漫化；他們時時刻刻都在想著如何獲得更多的注目。
這是一個關於如何既浮誇、又吸引、奢華、美麗、自戀的運動。這運動的代表人物包括大衛·寶兒、拜仁費利、加利紐文等。

### 都市性別
1994年，英國獨立報記者馬克深遜第一次用到「都市性別」這個字眼。英文「Metrosexual」，由「Metropolis」（都市）與「Heterosexual」（异性恋）兩個字組合而成，意即在大都市生活的，對自己的外型及打扮十分注重的時髦男性。由於通常這種男性都是同性戀者，「都市性別」是對有這種特徵的異性戀男性的稱呼，亦稱「都市直男」。

## 补充
自恋的人也有可能会把对自我的理想化“转嫁”到某个特定的人身上，但这是因为这个人和自己有着某种关系，比如是自己的恋人、老师。通过认同这个人和强调自己与他的关系，自恋者可以体验到自我膨胀感。这种对他人的理想化，最终还是落回了他们自己身上。

## 另見
- 傲慢
- 自利性偏差
- 自大狂
- 虚荣
- 鄧寧-克魯格效應
- 骄傲